# Dust 514
Dust 514 var ett datorspel i huvudsak för konsol, men innehöll även delar endast tillgängligt från en persondator, inom genren MMOFPS vilken utspelade sig i Eve-universumet. Det var det första spelet av CCP Games sedan EVE Online och utvecklades av deras studio i Shanghai. Först var det sagt att spelet skulle släppas till den sjunde generationens konsoler, men på E3 2011 gick man ut med att spelet endast skulle släppas till PC och Playstation 3. Utmärkande för Dust 514 var att spelet kretsade kring markslag på olika planeter inom Eve-universumet. Servrarna för Dust 514 stängdes ner permanent den 30 maj 2016 av CCP.

## Gameplay
Spelare i Dust 514 tog på sig rollen som legoknektar och kunde interagera med spelare i Eve Online. Ett exempel var att spelare i Eve Online kunde skriva kontrakt med soldaterna i Dust 514 och därigenom avgöra äganderätten för olika planeter. I en tidig intervju för Gamasutra sa Hilmar Veigar Petursson att han hoppas att "dessa [Eve Online och  Dust 514] grupper kommer att smälta samman med tiden". Han avslöjade också att han ville etablera en relation mellan den flygorienterade läggningen i Eve Online och den infanteriorienterade läggningen i Dust 514 genom att säga, "medan flottan sköter flygandet, sköter infanteriet dödandet".

## Handling
Enligt PC World så handlade Dust 514 om kloningen av soldater, vilket även beskrivs i en novell om spelet.